# Olivier Rabourdin
Olivier Rabourdin (ur. 3 marca 1959 w Nanterre) – francuski aktor filmowy, teatralny i telewizyjny. Był nominowany do nagrody Cezara dla najlepszego aktora w roli drugoplanowej za rolę Christophe’a w filmie Ludzie Boga (Des hommes et des dieux, 2011).

## Wybrana filmografia
- 1999: Joanna d’Arc (The Messenger: The Story of Joan of Arc) jako Richemont
- 2005: Sky Fighters jako generalny przewodniczący komisji
- 2008: Uprowadzona (Taken) jako Jean-Claude
- 2009: Witamy (Welcome) jako oficer policji
- 2011: Ludzie Boga (Des hommes et des dieux) jako brat Christophe
- 2011: O północy w Paryżu (Midnight in Paris) jako Paul Gauguin
- 2012: Uprowadzona 2 (Taken 2) jako Jean-Claude
- 2013: Chłopaki ze Wschodu (Eastern Boys) jako  Daniel
- 2014: Grace księżna Monako (Grace of Monaco) jako Emile Pelletier
- 2014: Dziecko Rosemary (miniserial) (Rosemary's Baby) jako komisarz Fontaine